# Poul Reumert
Poul Reumert (26 de marzo de 1883 - 19 de abril de 1968) fue un actor teatral y cinematográfico de nacionalidad danesa.

## Biografía
Su nombre completo era Poul Hagen Reumert, y nació en Copenhague, Dinamarca, siendo sus padres Elith Reumert y Athalia Flammé. 
Reumert obtuvo en 1901 el grado de Bachelor of Arts. Entre 1902 y 1908 fue actor del Folketeatret de Copenhague, y entre 1908 y 1911 actuó en el Teatro Det Ny, donde participó en operetas, haciendo papeles cómicos. Posteriormente actuó en el Teatro Real de Copenhague, participando en obras como Henrik, de Ludvig Holberg, y Peer Gynt. Desde 1919 a 1922, Reumert colaboró con el Dagmarteatret, aunque después volvió al Teatro Real, donde participó en obras contemporáneas. En 1923 consiguió un gran éxito actuando en París en lengua francesa. 
Poul Reumert se casó por vez con Helga Ingeborg Meyer (nacida el 9 de noviembre de 1886), teniendo con ella tres hijos: el juez Michael Reumert (5 de enero de 1914 – 2 de enero de 1983), la actriz Vibeke Reumert (3 de octubre de 1909 – 2003) y Dyveke Reumert (17 de mayo de 1911 – 22 de agosto de 1998). La pareja se separó en 1918.
El 2 de mayo de 1919 se casó con Rigmor Dinesen (3 de septiembre de 1893 – 15 de febrero de 1978), y en 1932 con la actriz islandesa Anna Borg. Permanecieron unidos hasta la muerte de Borg, ocurrida en 1963 en un accidente de un avión de Icelandair que tuvo lugar en el Aeropuerto de Oslo-Fornebu. Tuvieron dos hijos: Stefan (nacido en 1934) y Torsten (nacido en 1935).
Poul Reumert falleció en Copenhague, Dinamarca, en 1968. Fue enterrado junto a Anna Borg en el Cementerio Mariebjerg de Copenhague.

## Teatro
El último papel de Reumert fue el de Christian IV en Elverhøj, de Johan Ludvig Heiberg.
Otros de los personajes interpretados por Poul Reumert fueron los siguientes:
- Polonio en Hamlet (William Shakespeare)
- Arnolphe en La escuela de las mujeres (Molière)
- Jeronimus en Mascarade (Ludvig Holberg)
- Herman en Den politiske Kandestøber (Ludvig Holberg)
- Rosiflengius en Det lykkelige Skibbrud (Ludvig Holberg)
- El actor en En Sjæl efter Døden (Johan Ludvig Heiberg)
- Pastor Manders en Espectros (Henrik Ibsen)
- Daniel Hejre en De unges forbund (Henrik Ibsen)
- Teniente von Buddinge en Gjenboerne (Jens Christian Hostrup)
- Meyer y Gamle Levin en Indenfor Murene (Henri Nathansen)
- Swedenhielm en Swedenhielms (Hjalmar Bergman)
- Triquet en Eugenio Oneguin (Piotr Ilich Chaikovski)
- Hushovmesteren en Ariadna en Naxos (Richard Strauss)

Reumert también actuó en numerosas producciones de teatro radiofónico, entre ellas la pieza de Henrik Ibsen Juan Gabriel Borkman.

## Selección de su filmografía
- Afgrunden (1910)
- Frøken Kirkemus (1941)
- Søren Søndervold (1942)
- Afsporet (1942)
- Det brændende spørgsmål (1943)
- Det ender med bryllup (1943)
- De tre skolekammerater (1944)
- Otte akkorder (1944)
- De er kloge, vi er gale (1945)
- Affæren Birte (1945)
- Familien Swedenhielm (1947)
- For frihed og ret (1949)

## Libros
Masker og Mennesker (1959) y Teaterets Kunst (1963).

## Honores
- Caballero de la Orden de Dannebrog en 1922, Cruz de Honor de la Orden de Dannebrog en 1926, Comandante de la Orden en 1948, y Comandante de Primera Clase de la misma en 1958
- Medalla Ingenio et arti en 1933
- Medalla al Mérito en 1967
- Reumerts Ege, un grupo de árboles con el nombre del actor.
- Los Premios Reumert se conceden anualmente en homenaje suyo.